# Silene gracillima
Silene gracillima är en nejlikväxtart som beskrevs av Paul Rohrbach. 
Silene gracillima ingår i släktet glimmar, och familjen nejlikväxter. Inga underarter finns listade i Catalogue of Life.